# Royaucourt-et-Chailvet
Royaucourt-et-Chailvet est une commune française située dans le département de l'Aisne, en région Hauts-de-France.

## Géographie

### Description
Royaucourt-et-Chailvet est un village rural picard du Laonnois aisément accessible par la Route nationale 2, situé à 9 km au sud-ouest de Laon, à une vingtaine de kilomètres au nord-ouest de Soissons et à 45 km au nord-ouest de Reims.
Il est traversé par la ligne de La Plaine à Hirson et Anor (frontière), mais la station la plus proche est la gare de Clacy - Mons.

### Hydrographie
La commune est située dans le bassin Seine-Normandie. Elle est drainée par l'Ailette et l'Ardon,.
L'Ailette, d'une longueur de 59 km, prend sa source dans la commune de Sainte-Croix et se jette  dans l'Oise (rive gauche) à Quierzy, après avoir traversé 36 communes.
L'Ardon, d'une longueur de 11 km, prend sa source dans la commune de Laon et se jette  dans l'Ailette en limite des communes de Royaucourt-et-Chailvet et de Chavignon, après avoir traversé huit communes.

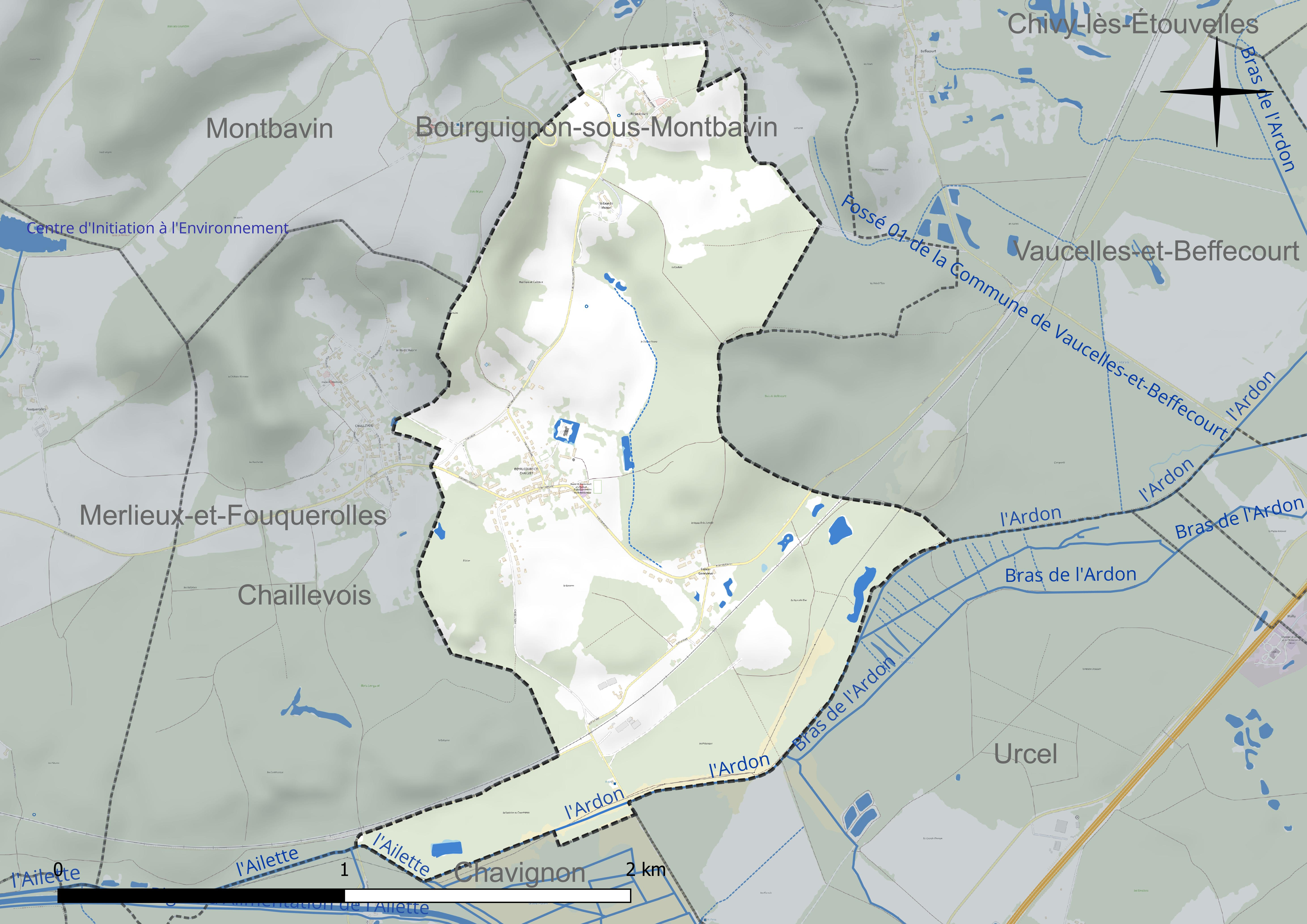
Réseau hydrographique de Royaucourt-et-Chailvet.

### Climat
Pour des articles plus généraux, voir Climat des Hauts-de-France et Climat de l'Aisne.
En 2010, le climat de la commune est de type climat océanique dégradé des plaines du Centre et du Nord, selon une étude du CNRS s'appuyant sur une série de données couvrant la période 1971-2000. En 2020, Météo-France publie une typologie des climats de la France métropolitaine dans laquelle la commune est exposée à un climat océanique altéré et est dans la région climatique Nord-est du bassin Parisien, caractérisée par un ensoleillement médiocre, une pluviométrie moyenne régulièrement répartie au cours de l'année et un hiver froid (3 °C).
Pour la période 1971-2000, la température annuelle moyenne est de 10,7 °C, avec une amplitude thermique annuelle de 14,8 °C. Le cumul annuel moyen de précipitations est de 715 mm, avec 12,5 jours de précipitations en janvier et 8,4 jours en juillet. Pour la période 1991-2020, la température moyenne annuelle observée sur la station météorologique la plus proche, située sur la commune de Martigny-Courpierre à 11 km à vol d'oiseau, est de 10,7 °C et le cumul annuel moyen de précipitations est de 734,4 mm,. Pour l'avenir, les paramètres climatiques de la commune estimés pour 2050 selon différents scénarios d'émission de gaz à effet de serre sont consultables sur un site dédié publié par Météo-France en novembre 2022.

## Urbanisme

### Typologie
Au 1er janvier 2024, Royaucourt-et-Chailvet est catégorisée commune rurale à habitat dispersé, selon la nouvelle grille communale de densité à 7 niveaux définie par l'Insee en 2022.
Elle est située hors unité urbaine. Par ailleurs la commune fait partie de l'aire d'attraction de Laon, dont elle est une commune de la couronne,. Cette aire, qui regroupe 106 communes, est catégorisée dans les aires de 50 000 à moins de 200 000 habitants,.

### Occupation des sols
L'occupation des sols de la commune, telle qu'elle ressort de la base de données européenne d'occupation biophysique des sols Corine Land Cover (CLC), est marquée par l'importance des forêts et milieux semi-naturels (55,1 % en 2018), une proportion identique à celle de 1990 (55,1 %). La répartition détaillée en 2018 est la suivante : 
forêts (55,1 %), prairies (24,6 %), zones urbanisées (20 %), terres arables (0,2 %).
L'évolution de l'occupation des sols de la commune et de ses infrastructures peut être observée sur les différentes représentations cartographiques du territoire : la carte de Cassini (XVIIIe siècle), la carte d'état-major (1820-1866) et les cartes ou photos aériennes de l'IGN pour la période actuelle (1950 à aujourd'hui).

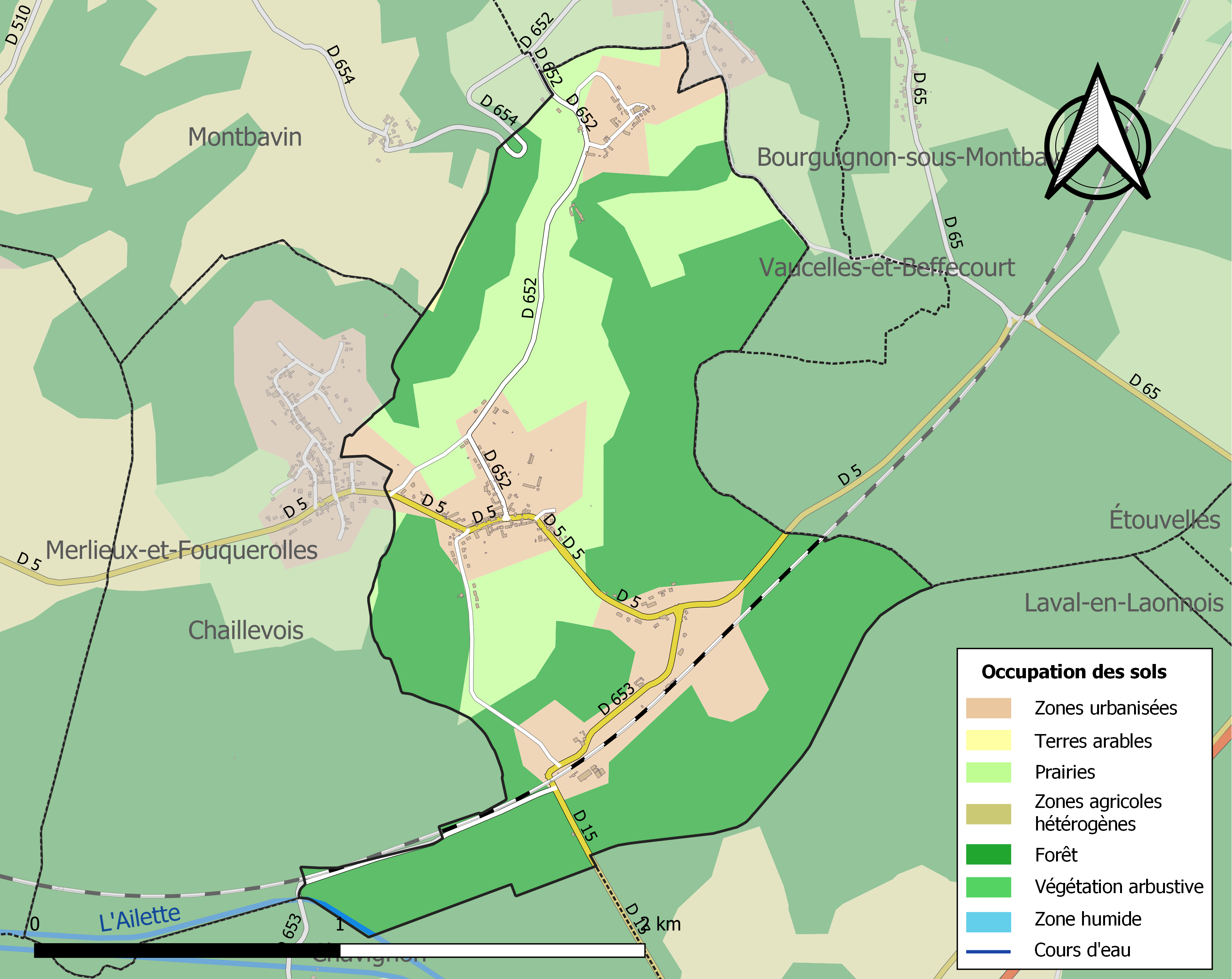
Carte de l'occupation des sols de la commune en 2018 (CLC).

## Toponymie
Royaucourt est attesté sous les formes Ruilcurtis (1139) ; Rioucourt (1227) ; Riocurt (1249) ; Riocourt (1259) ; Riocort, Riaucourt (1260) ; Ryaucourt (1419) ; Riaulcourt-et-Saint-Julien (1474) ; Royaulcourt (1536) ; Royaucour (1729).

De l'adjectif au féminin de oïl royal, royau et court au sens étymologique de « ferme, exploitation agricole ».
Chailvet est attesté sous les formes :
- Chaleveel en 1136 ;
- Calleviacum en 1181 (cartulaire de l'abbaye Saint-Martin de Laon) ;
- Chalivel en 1215 (grand cartulaire de l'évêché de Laon) ;
- Chaillevel en 1265 (chapitre de l'Hôtel-Dieu de Laon) ;
- Chailleveil en 1332 (chapitre de l'évêché de Laon) ;
- Chaillevellum en 1361 ;
- Challeves, Challevet 1430 ;
- Chaillevet 1519 (Comptes de l'Hôtel-Dieu de Laon).

De l'oïl chaillou « caillou » et des suffixes diminutifs el, puis -et.

## Histoire
L'ancienne paroisse de Royaucourt, comme la moderne commune de Royaucourt-et-Chailvet se composait de deux hameaux, Royaucourt, où s'élève l'église, et Chailvet, où se trouve le château. Au XIIe siècle, la moitié de la seigneurie relevait de la duché-pairie de Laon tandis que le reste, ainsi que le bas Chaillevois, du comte de Roucy.

### Chailvet et les templiers
.

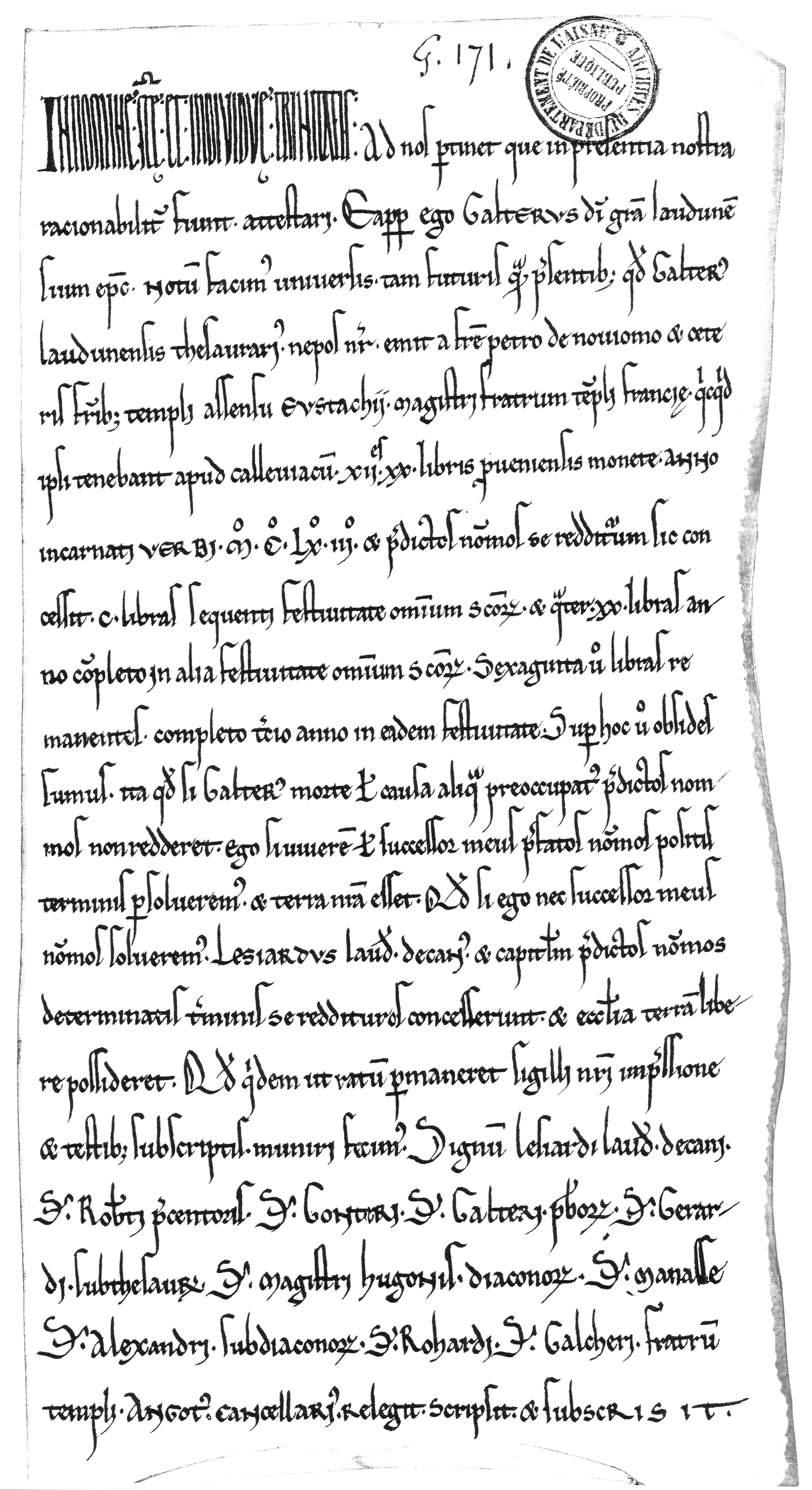
Acte de vente des templiers en 1163 - archives de l'Aisne, côte G171.

Nicolas d'Espagne, en s'affiliant à l'ordre du Temple, leur fit don de tout ce qu'il possédait à Chailvet (Calleviacum) avant 1148, comme le rappelle une charte de confirmation de l'évêque de Laon Barthélémy de Joux ou de Jur, datée de 1148. (Arch. Nat. S4948 Suppl. no 66).
En 1163, les templiers vendent le domaine à l'évêché de Laon, affaire conclue par le trésorier Gautier, neveu de Gautier de Mortagne, évêque de Laon depuis 1155. Théologien du XIIe siècle, l'évêque était un ami de Thomas Becket, archevêque de Cantorbéry.
La trésorerie de l'église cathédrale Notre-Dame de Laon resta en possession de cette terre pendant cinq siècles. la traduction du texte de la vente rédigée en latin est la suivante :
« Au nom de la Sainte et Indivisible Trinité, il nous revient raisonnablement d'attester ce qui s'est fait en notre présence. C'est pour cette raison que moi, Gautier, évêque de Laon par la grâce de Dieu, je rends notoire que Gautier, trésorier de Laon, notre neveu, a acheté au frère Pierre de Noviome et aux autres frères du Temple, avec l'accord d'Eustache, maître des frères du Temple en France, ce qu'eux-mêmes détenaient à Chailvet en 240 livres proviniennes, l'année 1163 de l'Incarnation du Verbe, et qu'il a ainsi accordé qu'il donnerait les pièces prévues, cent livres à la fête suivante de tous les saints et 80 livres l'année suivante, à la prochaine fête de tous les saints, mais les 60 livres restantes à la fin de la troisième année, à la même fête. En plus de cela, nous sommes garants que si Gautier, pris par la mort ou par autre chose, ne donnait pas les pièces convenues, moi si je vis ou mon successeur, paierons intégralement les pièces dites et que cette terre sera la nôtre. Et si ni moi, ni mon successeur n'acquittons intégralement les pièces, Lesiardus, doyen de Laon, et le chapitre ont accordé qu'ils donneraient les pièces convenues et que l'église possèderait la terre librement.
En vérité nous faisons en sorte que cela soit protégé puisque cela demeure ratifié par l'impression de notre sceau et les témoins ayant signé en bas, Signature du doyen de Laon Lesiardus. De Robert le préchantre. De Gonter et de Gautier, prêtres. De Gérard sous-trésorier. Du maître des diacres Hugues. De Manasse et Alexandre sous-diacres. De Rohard, de Galcher, frères du Temple. Angot le greffier a relu, a écrit et a signé. »

### Époque contemporaine
Dans le répertoire des noms de lieux on trouve « Les cendres » ou bien encore « Le chemin de l'usine » ou « L'usine » à l'ouest sud-ouest du terroir communal de Chailvet. Ces différentes formations témoignent de l'existence d'une activité quasiment industrielle qui a disparu au cours du premier quart du XXe siècle. Le toponyme « Les cendres » évoque la présence d'extraction à ciel ouvert de lignite, charbon fossile, combustible intermédiaire entre la tourbe et la houille, qui vont se développer notablement à partir de la première moitié du XVIIIe siècle. À cette époque, la fumure animale ne suffit plus à l'amendement des terres du fait de l'abandon de la jachère à laquelle on préfère des cultures alternatives qui nécessitent l'emploi des cendres de lignites pour la fertilisation des sols. L'industrie naissante consomme aussi ces produits pour la fabrication d'aluns (sulfates doubles) qui ont la propriété de fixer les matières colorantes : en tannerie, ils sont utilisés pour la conservation des peaux, en chimie pour la synthèse de l'acide sulfurique, la fabrication de certaines colles ainsi que de produits soufrés dont on fait une forte consommation à l'époque. Pour des raisons économiques, ces produits d'extraction subissent une première transformation, généralement sur place, tout près du lieu d'extraction afin d'amoindrir les frais de transport. C'est donc pour ces différentes raisons que des cendrières vont être ouvertes pour répondre aux besoins de l'agriculture et aux besoins de l'industrie naissante.
À Chailvet, on trouve le lignite dans les bois marécageux, dans des prairies humides où poussent les renoncules et les joncs. Une exploitation de cendres est ouverte vers 1786, et assez rapidement une usine va être construite à proximité du lieu d'extraction, usine qui emploiera jusqu'à deux cents personnes à son apogée vers la fin du XIXe siècle.
À partir de 1817, Pierre Alexandre Brunel acquiert l'usine, le château et devient maire de Chailvet en 1824, siège qu'il conservera jusqu'en 1855. À sa mort, son fils Gustave Alexandre lui succède à l'usine comme président du conseil d'administration, mais également à la mairie de 1855 à 1878. C'est sous mandat que la Compagnie des chemins de fer du Nord va ouvrir la ligne de Paris à Laon, et Gustave Alexandre va faire son possible pour que soit créée une gare sur le territoire de la commune de Royaucourt-et-Chailvet. Il va mettre en avant l'existence d'une importante usine de scierie et de l'usine des cendres pour justifier sa requête. C'est ainsi que pour des raisons économiques, la gare de Chailvet - Urcel va se voir doter d'un bâtiment des voyageurs mais également d'une halle à marchandises dont les derniers vestiges ont disparu il y a une dizaine d'années.
Première Guerre mondiale
Le village, situé à trois kilomètres à vol d'oiseau du Chemin des Dames, est considéré comme détruit à la fin de la guerre et a  été décoré de la Croix de guerre 1914-1918, le 17 octobre 1920.
L'usine ferme définitivement ses portes en 1924, et les différents bâtiments ont été rasés, (probablement à la suite des dommages causés par la guerre 
Seconde Guerre mondiale
Le 141e régiment d'Infanterie alpine était cantonné sur le territoire de Royaucourt-et-Chailvet, au cours de la guerre de 1940. Georges Pompidou, futur président de la République, qui faisait partie de l'encadrement de cette unité, a offert, en souvenir, un drapeau à la commune.

## Politique et administration

### Rattachements administratifs et électoraux
Rattachements administratifs
La commune se trouve dans l'arrondissement de Laon du département de l'Aisne.
Elle faisait partie depuis 1801 du canton d'Anizy-le-Château. Dans le cadre du redécoupage cantonal de 2014 en France, cette circonscription administrative territoriale a disparu, et le canton n'est plus qu'une circonscription électorale.
Rattachements électoraux
Pour les élections départementales, la commune fait partie depuis 2014 du canton de Laon-1
Pour l'élection des députés, elle fait partie depuis 2010 de la première circonscription de l'Aisne.

### Intercommunalité
Royaucourt-et-Chailvet était membre de la petite  communauté de communes des Vallons d'Anizy, un établissement public de coopération intercommunale (EPCI) à fiscalité propre créé fin 1997 et auquel la commune avait transféré un certain nombre de ses compétences, dans les conditions déterminées par le code général des collectivités territoriales.
Dans le cadre des dispositions de la loi portant nouvelle organisation territoriale de la République (Loi NOTRe) du 7 août 2015, qui prévoit que les établissements publics de coopération intercommunale (EPCI) à fiscalité propre doivent avoir un minimum de 15 000 habitants (sous réserve de certaines dérogations bénéficiant aux territoires de très faible densité), cette intercommunalité a fusionné avec sa voisine, pour former le 1er janvier 2017 la communauté de communes Picardie des Châteaux dont est désormais membre la commune.

### Liste des maires
| Période                                  | Période                        | Identité                 | Étiquette | Qualité                                                                          |
| ---------------------------------------- | ------------------------------ | ------------------------ | --------- | -------------------------------------------------------------------------------- |
| Les données manquantes sont à compléter. |                                |                          |           |                                                                                  |
| 1824                                     | 1855                           | Pierre Alexandre Brunel  |           | Propriétaire du château et de l'usine de cendres                                 |
| 1855                                     | 1878                           | Gustave Alexandre Brunet |           | Fils de Pierre Alexandre Brunel Propriétaire du château et de l'usine de cendres |
| 1879                                     |                                | M. Villers               |           |                                                                                  |
| Les données manquantes sont à compléter. |                                |                          |           |                                                                                  |
| mars 2001                                | mars 2008                      | Régis de Buttet          | DVD       |                                                                                  |
| mars 2008                                | décembre 2020                  | Patrick Toussaint        | DVG       | Retraité Fonction publique                                                       |
| 18 décembre 2020                         | En cours (au 18 décembre 2020) | Guillaume Le Rudulier    |           |                                                                                  |

## Démographie
L'évolution du nombre d'habitants est connue à travers les recensements de la population effectués dans la commune depuis 1793. Pour les communes de moins de 10 000 habitants, une enquête de recensement portant sur toute la population est réalisée tous les cinq ans, les populations de référence des années intermédiaires étant quant à elles estimées par interpolation ou extrapolation. Pour la commune, le premier recensement exhaustif entrant dans le cadre du nouveau dispositif a été réalisé en 2006.

En 2022, la commune comptait 228 habitants, en évolution de −6,94 % par rapport à 2016 (Aisne : −1,97 %, France hors Mayotte : +2,11 %).
| 1793 | 1800 | 1806 | 1821 | 1831 | 1836 | 1841 | 1846 | 1851 |
| ---- | ---- | ---- | ---- | ---- | ---- | ---- | ---- | ---- |
| 158  | 154  | 156  | 198  | 213  | 234  | 287  | 259  | 291  |

| 1856 | 1861 | 1866 | 1872 | 1876 | 1881 | 1886 | 1891 | 1896 |
| ---- | ---- | ---- | ---- | ---- | ---- | ---- | ---- | ---- |
| 256  | 265  | 280  | 253  | 282  | 284  | 265  | 293  | 261  |

| 1901 | 1906 | 1911 | 1921 | 1926 | 1931 | 1936 | 1946 | 1954 |
| ---- | ---- | ---- | ---- | ---- | ---- | ---- | ---- | ---- |
| 247  | 217  | 203  | 196  | 182  | 172  | 140  | 156  | 180  |

| 1962 | 1968 | 1975 | 1982 | 1990 | 1999 | 2006 | 2011 | 2016 |
| ---- | ---- | ---- | ---- | ---- | ---- | ---- | ---- | ---- |
| 176  | 157  | 155  | 163  | 201  | 177  | 190  | 202  | 245  |

| 2021 | 2022 | - | - | - | - | - | - | - |
| ---- | ---- | - | - | - | - | - | - | - |
| 236  | 228  | - | - | - | - | - | - | - |

## Culture locale et patrimoine

### Lieux et monuments
- L'église Saint-Julien de Royaucourt, dont le début de l'édification est de 1188[33]. Classée monument historique en 1862.
- Le château de Chailvet (XVIe siècle), peu détruit au cours de la Première Guerre mondiale, restauré au lendemain de la guerre. Dépôt d'intendance de l'armée allemande lors de la Seconde Guerre mondiale, il est incendié par les Allemands le 21 août 1944. Sa restauration est engagée par Patrick de Buttet, en qualité de maître d'ouvrage, l'étude et la maitrise d'œuvre étant assurées par Alain Gigot, ancien architecte en chef des monuments historiques. Il est classé monument historique depuis 1984.
- Le château de Royaucourt, appelé la Grand' Maison, détruit au cours de la Première Guerre mondiale, reconstruit, sert de dépôt de munitions lors de la Seconde Guerre mondiale au cours de laquelle il est incendié.
- À l'est de la ruelle de Chailvet, dite autrefois de la Fontaine, puis des Prés,
Antoinette Poullet, veuve de Jean de Liencourt, Bastien de Liencourt, Martin Dollez, Jean de la Mothe et Antoine Boullart, à cause de leurs femmes, déclarèrent en 1556 au terrier seigneurial posséder une maison, grange, étable, cour, jardin, bois de 48 ares, chargés d'un cens de 15 sols tournois, une maison au même lieu appelée la maison Pasquette, un jardin auprès de l'église de 10 ares, 48 ares de vigne en sept pièces, 3 hectares de terre en huit pièces, un hectare un quart de bois en sept pièces et un pré de 14 ares. Ce domaine fut morcelé : la première maison passa aux héritiers de Nicolas de Liencourt et à Jehan Flocquet par moitié, la maison Pasquette, auxdits hoirs, qui la vendirent à Jacques de Lancy avec quelques vignes, et les autres à Claude Le Nain[34]. Guillaume Allart, charron à Pargny-Filain, et Catherine Le Nain, sa femme, cédèrent en 1670 à Anne et Marie Hubert une maison « consistante en cour devant et étable, cuisine, fournil, chambre haulte, grenier, jardin derrière, tenant à la ruelle du pré d'autre à Claude Gaurel et lesdites demoiselles », avec un jardin de 60 ares séparé, en échange d'une rente de 37 livres 10 sols ; les lods et ventes envers le seigneur furent fixés à 22 livres[35]. Deux traités entre les héritiers de Marie Hubert (morte en 1677) attribuèrent en 1678 à son neveu, Antoine Gérault, chanoine de la cathédrale, cette maison avec 83 ares de vigne en quatre pièces, et à Marie Gérault (morte avant 1680), sa nièce, mariée à Jean-Paul Dagneau, avocat en Parlement, l'autre maison à l'est de la précédente, avec 83 ares de vigne en trois pièces[36]. Antoine Dagneau, sieur de la Bretonne, conseiller au bailliage de Laon (mort en 1720), leur fils, hérita sans doute de la part du chanoine et construisit un nouveau vendangeoir, rez-de-chaussée surélevé, divisé en cuisine, salle, deux chambres, trois cabinets, fournil, cellier et cave, adossé à la ruelle et tenant au jardin et clos de 30 ares, la porte cochère est datée de 1698 il porta le domaine à deux hectares et demi de vigne[37]. Ce bien passa à Philbert-Adrien Dagneau de la Bretonne, leur petit-fils, garde du corps du Roi, ensuite valet de chambre de la Dauphine, puis de Madame (mort en 1782). Adrien-Philbert-Nicolas-Charles, leur arrière-petit-fils, abandonna à son vigneron cette maison en acquérant celle de Mignot (voir plus haut) et agrandit en 1799, 1800 et 1813, ce bien, dont ses enfants se défirent en 1832. L'ancien vendangeoir appartint ensuite à M. Pascal Cuvereau, ébéniste à Soissons.
- Les Communaux de Royaucourt-et-Chailvet, espace naturel d'intérêt écologique majeur situé sur les marges de la  vallée de l'Ardon dans un vaste paysage vallonné et boisé, typique de la région naturelle du Laonnois[38]

### Personnalités liées à la commune
- Charles de la Vieuville (1582 - 2 janvier 1653 fut baron de Rugles, seigneur de Pavant, châtelain de Sy-en-Rethélois, marquis puis duc de La Vieuville, chevalier des ordres du Roi, capitaine de la compagnie de la garde écossaise du roi, maître d'hôtel du duc de Nevers, futur duc de Mantoue. Le 7 février 1611, il épouse Marie Bouhier de Beaumarchais († 7 juin 1663), fille de Vincent Bouhier, seigneur de Beaumarchais, trésorier de l'Épargne, et de Marie Lucrèce Hotman. Lieutenant général en Champagne et Rethélois (v.1616), il est aussi grand fauconnier de France par survivance. Nommé surintendant des Finances le 21 janvier 1623, il fait entrer alors Richelieu au Conseil du roi et disgracier Sillery. Sur ordre de Richelieu, il est emprisonné pour prévarication le 13 août 1624 à Amboise[39] d'où il s'évade en 1625 ou en 1631[40] et se réfugie en Angleterre. Il est alors en disgrâce, et ce jusqu'à la mort de Richelieu. Le 8 septembre 1651, il est rétabli de nouveau surintendant et il est fait ministre d'État, duc et pair de France[41]. Le tombeau du duc et de la duchesse de La Vieuville, sculpté par Gilles Guérin, est visible au musée du Louvre. Ils ont tous deux été inhumés dans la chapelle Saint-François de Sales de l'église du couvent des Minimes de la place Royale à Paris[42].
- Pierre-Charles Pottofeux (né à Saint-Quentin (Aisne) le 28 mars 1763, mort à Laon (Aisne) le 6 janvier 1821), résident de Royaucourt[43], membre de la Convention nationale, , était avocat à Laon 
Nommé procureur général syndic de l'Aisne, et élu par ce département, en septembre 1792, avec 337 voix (609 votants), premier député suppléant à la Convention nationale. Après la Chute de Robespierre le 9 thermidor an II, il est accusé de terrorisme, traduit devant le tribunal révolutionnaire et acquitté[44]

- Henry de Buttet (1907-2005), résident de Royaucourt, président de la Société historique de Haute-Picardie et de la Fédération des Sociétés d'histoire et d'archéologie de l'Aisne, officier de la Légion d'honneur.
- Gérard Caudron, né en 1945 à Royaucourt-et-Chailvet, élu  maire de Villeneuve-d'Ascq en 2008, député européen.

## Héraldique
| Blason de Royaucourt-et-Chailvet | Blason  | - Tiercé en pairle renversé: au 1) d'argent à saint Julien au naturel tenant de sa dextre par la lame une épée basse d'argent garnie d'or et de sa senestre un livre du même; au 2) de gueules à un paysan au trait d'argent tenant de sa dextre une fourche posée en pal et de sa senestre une faux posée en fasce; au 3) d'azur à une fleur de lis d'or; le tout au comble d'azur chargé de trois feuilles de vignes versées d'or. |
| Blason de Royaucourt-et-Chailvet | Détails | Blason adopté en 2015. |